# Sinbad

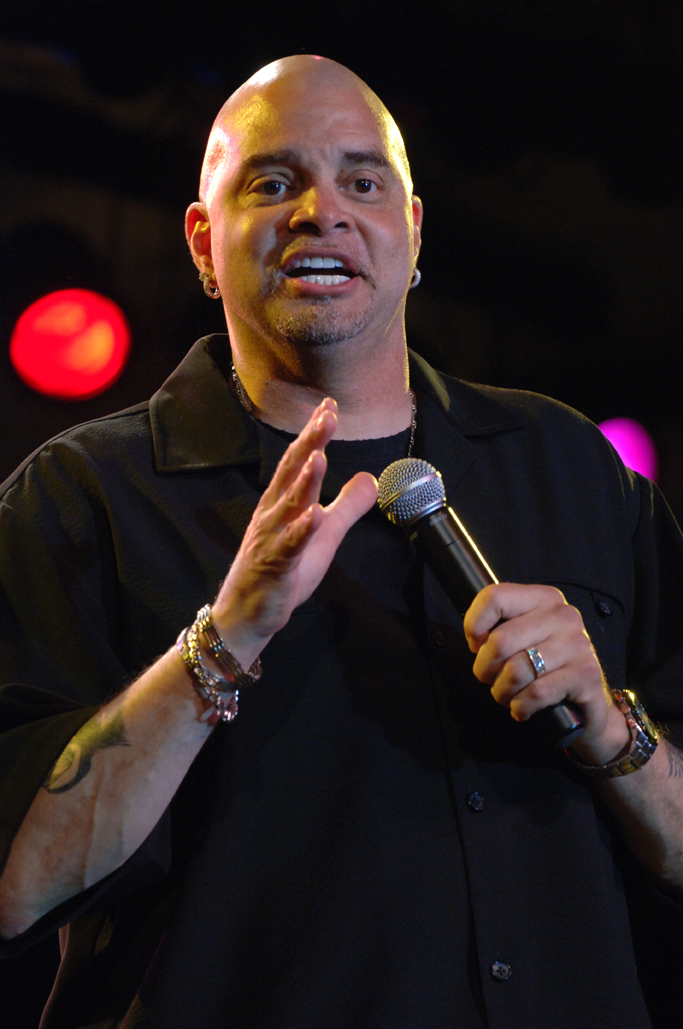
Sinbad (2008)

David Adkins (* 10. November 1956 in Benton Harbor, Michigan), besser bekannt als Sinbad, ist ein US-amerikanischer Stand-up-Comedian und Schauspieler, Produzent und Autor. Dem deutschsprachigen Publikum ist er durch die Fernsehserie College Fieber und den Kinofilm Versprochen ist versprochen mit Arnold Schwarzenegger bekannt.

## Leben
Adkins wurde in Benton Harbor als Sohn des Baptistenpredigers Reverend Dr. Donald Adkins und seiner Frau Louise geboren. Er hat fünf Geschwister. 1974 bis 1978 besuchte er das College der University of Denver in Denver, Colorado, wo er zwei Spielzeiten lang für die dortige Basketballmannschaft spielte.
Nach dem College diente er als Boom Operator – das Besatzungsmitglied, das den Ausleger bei einer Luftbetankung bedient – bei der United States Air Force. Während seiner Zeit bei der 384. Luftbetankungseinheit auf der McConnell Air Force Base in Wichita, Kansas trat er des Öfteren als Stand-Up Comedian in Wichita auf. Wegen verschiedener Zwischenfälle – unerlaubtes Entfernen von der Truppe eingeschlossen – wurde er beinahe unehrenhaft aus der USAF entlassen. Nach einer Serie weiterer Zwischenfälle entließ ihn die Air Force, „weil ich meinen Wagen am falschen Platz geparkt habe“.
Zwischen 1985 und 1992 war er mit Meredith Fuller verheiratet, mit der er zwei Kinder hat. 2002 heiratete das Paar erneut. Die American-Football-Spieler Devin Fuller und Jordan Fuller sind Neffen von Sinbad.

## Karriere
1985 begann Adkins seine Karriere mit dem Sieg bei der Castingshow Star Search, bei der er sich gegen seinen Konkurrenten Dennis Miller durchsetzen konnte. Den Künstlernamen Sinbad – nach dem legendären Seefahrer Sindbad – legte er sich zu, weil er einen unverkennbaren Namen haben wollte.

„Sinbad was a leader. When monsters would show up, the men would scream out Sinbad's name. He wasn't the biggest guy, but he was clever and resourceful. He was a loner and lived life as a journey.“

„Sindbad war ein Anführer. Wenn Monster auftauchten, riefen die Männer laut seinen Namen. Er war nicht der [körperlich] Größte, aber war intelligent und ideenreich. Er war ein Einzelgänger und lebte das Leben als sei es eine Reise.“

Kurz nach Star Search wurde er für die kurzlebige Comedyserie The Redd Fox Show verpflichtet. 1987 bekam er eine Rolle in der Comedyserie College Fieber, die ihn auch in Deutschland bekannt machte. Von 1988 bis 1991 spielte er die Rolle des Coach Walter Oakes. Danach spielte er Nebenrollen in Filmen wie Meteor Man und Die Coneheads. 1992 war er Gastgeber einer Folge von Saturday Night Live.
Anfang der 1990er Jahre erhielt er mit der Sinbad Show seine eigene Fernsehshow, die am 16. September 1993 in den USA auf Sendung ging. Sinbad spielte dort den fünfunddreißig Jahre alten David Bryan – einen Junggesellen, der sich dazu entscheidet, Pflegevater zweier Kinder zu werden. Die Serie, in der Salma Hayek eine Nebenrolle hatte, erhielt äußerst positive Kritiken für die einzigartige und realistische Darstellung des Lebens von Afroamerikanern in den USA. Im April 1994 wurde sie aber aufgrund sinkender Zuschauerzahlen eingestellt. 1995 wurde Adkins für seine Rolle in der Sinbad Show für den Kid's Choice Award des US-amerikanischen Fernsehsenders Nickelodeon nominiert. Im gleichen Jahr gründete er die Produktionsfirma David & Goliath Productions.

## Falsche Meldung seines Todes
Ab dem 10. März 2007 bekam Adkins Manager Kondolenzanrufe, da viele Leute glaubten, Adkins sei gestorben. Dieses Gerücht verbreitete sich am 14. März 2007 auch auf die englischsprachige Wikipedia als ein anonymer Benutzer Adkins Artikel entsprechend änderte. Die falsche Information wurde zwar bald wieder gelöscht, wurde aber von einem Fan durch einen Link auf eine alte Version weiter im Internet verbreitet. Adkins machte sich über die Situation lustig:

„I wish that people would've called me back like this when I was alive. I gotta die more often. Seriously, my death is gonna be my comeback.“

„Ich wünschte, die Leute hätten mich so oft angerufen als ich noch am Leben war. Ich sollte öfter sterben. Aber ernsthaft: mein Tod wird mein Comeback sein.“

## Filmografie (Auswahl)
- 1987–1991: College Fieber (A Different World) (Fernsehserie, 45 Episoden)
- 1991: Armadillo Bears – Ein total chaotischer Haufen (Necessary Roughness)
- 1993: Die Coneheads (Coneheads)
- 1993: Meteor Man (The Meteor Man)
- 1995: Der Hausfreund (Houseguest)
- 1996: Ein tierisches Trio (Homeward Bound II: Lost in San Francisco)
- 1996: Mr. Präsident Junior (First Kid)
- 1996: Versprochen ist versprochen (Jingle All the Way)
- 1996:  Cherokee Kid – Der Racheengel (The Cherokee Kid)
- 1997: Good Burger
- 2000: Corrie und das Rennpferd (Ready to Run)
- 2018–2019: Rel (Fernsehserie, 11 Episoden)
- 2025: Straw

## Auszeichnungen
- Image Award der NAACP für sein Stand-Up-Programm Sinbad – Afros and Bellbottoms bei dem amerikanischen Fernsehsender HBO, 1995
- Image Award der NAACP für Sinbad's Summer Jam III: '70s Soul Music Festival, 1998